# Philip Francis Thomas
Philip Francis Thomas (ur. 12 września 1810 w Easton, Maryland, zm. 2 października 1890 w Baltimore, Maryland) – amerykański polityk i prawnik związany z Partią Demokratyczną, 23. sekretarz skarbu Stanów Zjednoczonych.
Urodził się 12 września 1810 roku w Easton w stanie Maryland, gdzie rozpoczął swoją edukację. W 1830 ukończył studia prawnicze w Dickinson College w Carlisle w Pensylwanii. W 1831 roku został przyjęty do palestry, powrócił do rodzinnego Easton i rozpoczął karierę prawniczą.
Karierę polityczną rozpoczął jak członek stanowej delegatury w Maryland. Później, w latach 1839–1841, został wybrany przedstawicielem drugiego okręgu wyborczego w stanie Maryland w Izbie Reprezentantów Stanów Zjednoczonych. Nie ubiegał się o reelekcję w 1840 roku i powrócił do pracy jako prawnik.
W latach 1848–1851 piastował stanowisko gubernatora stanu Maryland. W latach 1851–1853 został pierwszym rewizorem finansów tego stanu, a w latach 1853–1860 pracował na stanowisku finansowym w porcie w Baltimore. W 1860 roku był komisarzem Stanów Zjednoczonych do spraw patentów.
Gdy sekretarz skarbu Stanów Zjednoczonych Howell Cobb zrezygnował z tej funkcji w 1860 roku, ówczesny prezydent Stanów Zjednoczonych James Buchanan mianował Thomasa na to stanowisko. Thomas niechętnie przyjął nominację i natychmiast po objęciu urzędu 10 grudnia 1860 roku rozpoczął starania o emisję obligacji, aby sfinansować dług publiczny. Jednak niestabilna sytuacja polityczna kraju, groźba secesji przez stany Południa i nieuchronna perspektywa wojny sprawiły, że bankierzy z Północy odmówili sfinansowania emisji obligacji, obawiając się, że pieniądze trafią do wrogo nastawionego Południa. Thomas, nie będąc w stanie zorganizować emisji obligacji, ustąpił po zaledwie miesiącu, 11 stycznia 1861 roku.
Po wojnie secesyjnej powrócił do polityki. W 1867 roku został wybrany senatorem elektem do Senatu Stanów Zjednoczonych na kadencję rozpoczynającą się 4 marca 1867 roku. Jednak Senat Stanów Zjednoczonych uchwałą z 19 lutego 1868 roku stwierdził, że „dobrowolnie udzielał pomocy, wsparcia i zachęty osobom zaangażowanym w działania wojenne przeciwko Stanom Zjednoczonym” i nie został zaprzysiężony. Później, w latach 1875–1877 Thomas został wybrany przedstawicielem pierwszego okręgu wyborczego w stanie Maryland w Izbie Reprezentantów Stanów Zjednoczonych. Nie ubiegał się o reelekcję w 1876 roku.
Po wyborach w 1878 roku, gdy nieskutecznie próbował ubiegać się o fotel senatora Stanów Zjednoczonych, wycofał się z polityki i powrócił do pracy jako prawnik. Zmarł 2 października 1890 roku w Baltimore w stanie Maryland.